# FC Lyon

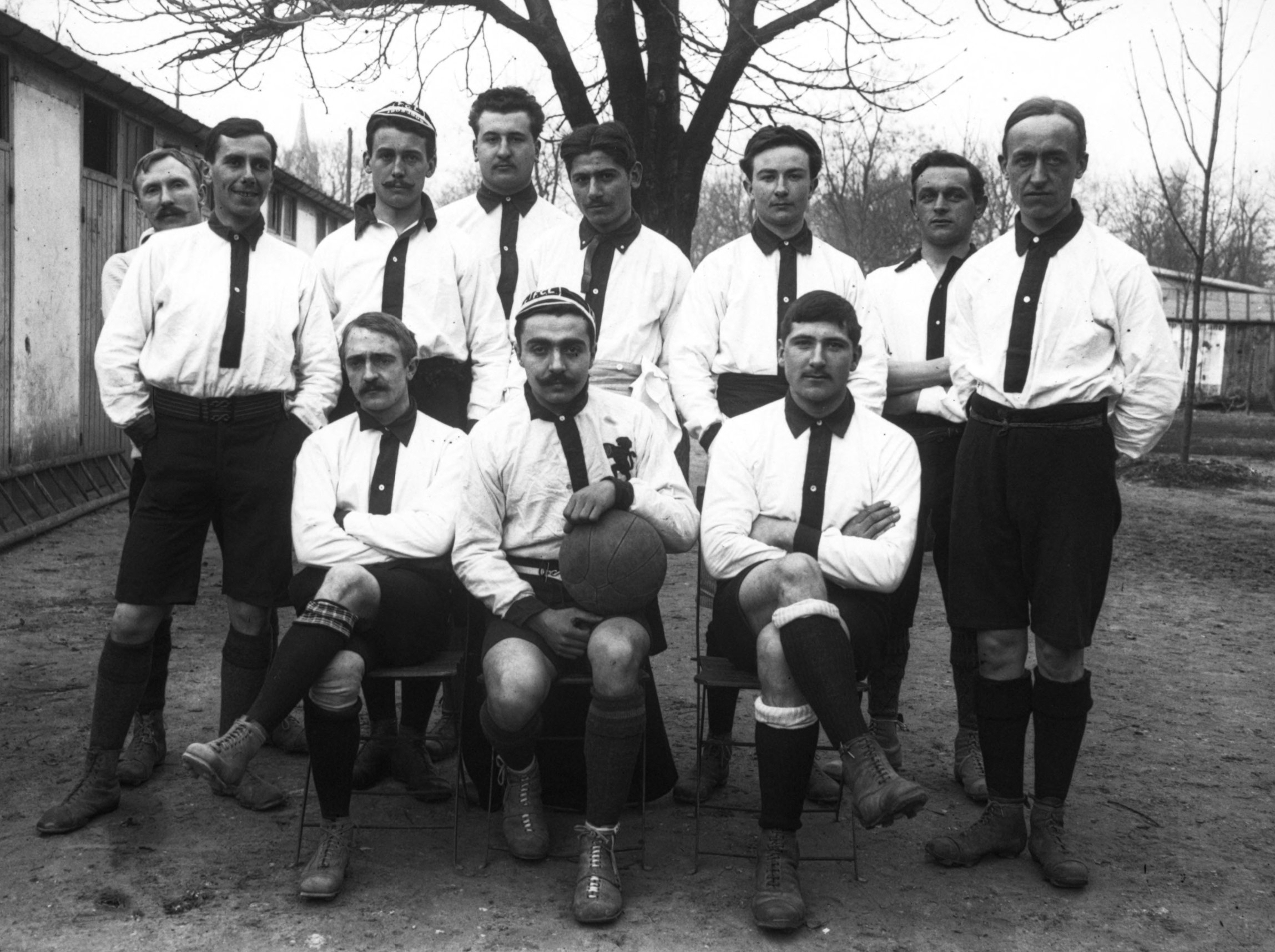
Die Mannschaft von 1906

Der Football Club de Lyon ist ein französischer Fußballverein aus Lyon, der durch seine Männer- und in jüngerer Zeit vor allem seine Frauenteams Bekanntheit erlangt hat. Außerdem besaß der FC Lyon vor dem Zweiten Weltkrieg auch eine erfolgreiche Rugby-Abteilung, die 1910 französischer Meister wurde; 1934 schloss sie sich dem Lokalrivalen Lyon Olympique Universitaire an.
Das vom FCL genutzte Stade Georges-Vuillermet besitzt heutzutage einen Kunstrasenplatz für die Fußballer und einen Naturrasenplatz für die Rugbyspieler von LOU.

## Geschichte der Fußballabteilung
Gegründet wurde der Verein 1893; die Associationsfußballabteilung entstand 1895 und schloss sich dem ältesten der miteinander konkurrierenden Verbände, der Union des sociétés françaises de sports athlétiques, an. Zwischen 1908 und 1914 gewannen die Fußballer in den Trikots mit einem rot-weißen Schachbrettmuster – daher rührt ihr Spitzname „les Damiens“ („die Karos“) – viermal die USFSA-Meisterschaft der Region Rhône-Alpes. Bei den anschließenden landesweiten Endrunden (championnat de France) scheiterten sie aber regelmäßig spätestens im Viertelfinale. 1917 hingegen erreichte der FC Lyon sogar das Endspiel um diese Landesmeisterschaft, verlor es jedoch mit 1:4 gegen CASG Paris.
Bei der ersten Ausspielung des verbandsübergreifenden französischen Pokals in der Saison 1917/18 drang der FCL nach Siegen über AS Lyon, Olympique Marseille, Stade Rennes und AS Française Paris ins Finale vor. Aber auch dieses Endspiel gewann der Gegner der „Damiens“ (Olympique de Pantin, mit 3:0). In den folgenden Jahren schaffte es der Klub in diesem Wettbewerb lediglich noch einmal (1921) wenigstens ins Sechzehntelfinale.
Bald nach der Einführung des Professionalismus (1932) ging der FC Lyon eine Spielgemeinschaft mit der AS Villeurbanne ein und spielte 1933/34 unter eigenem Namen, von 1934 bis 1936 als AS (Lyon-)Villeurbanne in der Division 2, zog sich aber im Frühjahr 1936, noch während der Rückrunde der Saison 1935/36, aus dem Wettbewerb zurück. Es folgte ein ebenfalls nur kurzzeitiges Zusammengehen mit den Fußballern von Lyon OU. Seither spielen die Männer des Vereins nur noch in unterklassigen Amateurligen.

## Frauenfußball

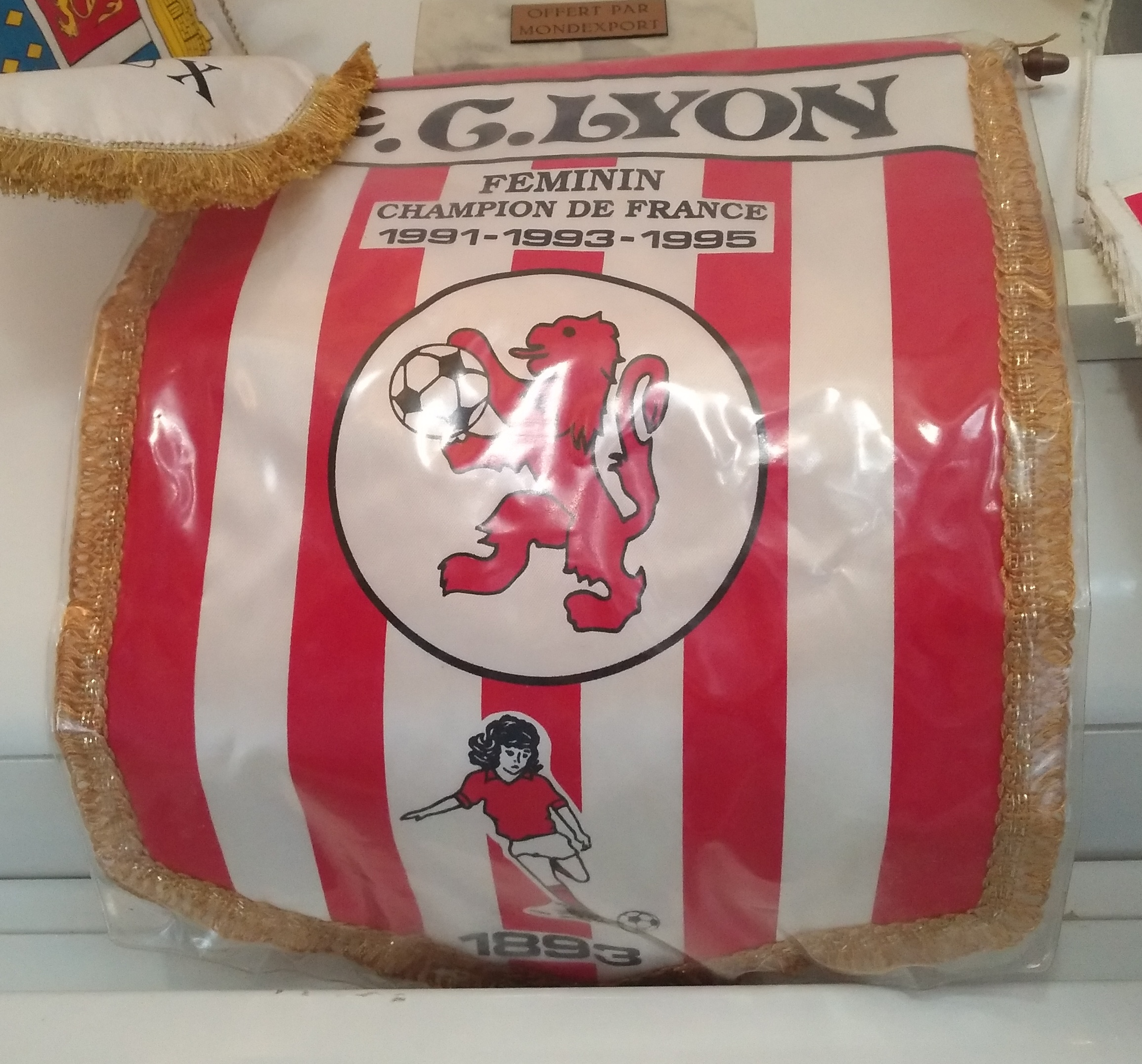
Vereinswimpel der Frauenabteilung

Nach der Legalisierung des Frauenfußballs in den 1970ern gründete der FC Lyon eine eigenständige Abteilung, die um die Jahrtausendwende herum die traditionsreichen, aber letztlich erfolglosen Männer des Vereins durch zahlreiche nationale Titel in den Schatten stellte. Die Frauen wurden viermal zwischen 1991 und 1998 Landesmeisterinnen und gewannen 2003 bzw. 2004 zweimal den Pokalwettbewerb. Im Sommer 2004 trat die Frauenfußballabteilung geschlossen zu Olympique Lyon über, der nach dem Zweiten Weltkrieg seinerseits aus Lyon OU hervorgegangen war. Bei Olympique erhofften sich die Fußballerinnen eine auch finanziell bessere Unterstützung ihres Spitzensports. Tatsächlich ist OL seit 2007 mehrfach französischer Frauenmeister und 2008 auch Pokalsieger geworden – eine Serie, zu der der FC Lyon ein gutes Stück beigetragen hat.
Seit der ersten Hälfte der 2010er Jahre verfügt der Verein wieder über eine Frauenelf, die 2022/23 in der R2, der vierthöchsten Liga, um Punkte spielt. In der Saison 2017/18 ist sie nur knapp am Einzug in die landesweite Pokal-Hauptrunde gescheitert.

## Erfolge

### Männer
- Französischer Meister: Fehlanzeige, aber 1908, 1909, 1912 und 1914 USFSA-Regionalmeister der Region Rhône-Alpes sowie 1917 Finalist der USFSA-Landesmeisterschaft
- Französischer Pokal: Finalist 1918

### Frauen
- Französische Meisterinnen: 1991, 1993, 1995, 1998
- Französische Pokalsiegerinnen: 2003, 2004 (und Finalistinnen 2002)

## Bekannte Spieler und Spielerinnen
- Henri Bard, Mitglied der Pokalendspielelf von 1918[2]
- Marie-Angèle Blin, Nationalspielerin, 1980–1995 beim FCL
- Sandrine Brétigny, bis 2004 beim FCL, anschließend bei Olympique Lyon; Nationalspielerin, Torschützenkönigin der Division 1 2003 und 2007[3]
- Jocelyne Gout, Nationalspielerin, 1987–1998 beim FCL
- François Hugues, 24-facher Nationalspieler, davon zwei Spiele in seiner Zeit beim FCL[4]
- Guillaume „Willy“ Lieb, 15-facher Nationalspieler, davon drei Spiele in seiner Zeit beim FCL[4]
- Cécile Locatelli, Nationalspielerin, 1992–2004 beim FCL
- Patricia Mousel, Nationalspielerin, 1980–1993 beim FCL
- Véronique Nowak, Nationalspielerin, 1982–1995 mit einer kurzen Unterbrechung beim FCL
- Emmanuelle Sykora, 81-fache Nationalspielerin, davon 77 in ihrer Zeit beim FCL
- Marie-Christine Umdenstock, Nationalspielerin, 1985–2000 beim FCL
- Michèle Wolf, erste Französin, die (in ihrer Zeit beim FCL) die Marke von 30 A-Länderspielen erreichte

## Hockey
| Europapokalbilanz Herren Feld |                    |        |       |           |
| Jahr                          | Wettbewerb         | Niveau | Platz | Ort       |
| 1969                          | Club Champions Cup | 1      | 6     | Brüssel   |
| 1970                          | Club Champions Cup | 1      | 6     | Terrassa  |
| 1971                          | Club Champions Cup | 1      | 6     | ROM       |
| 1972                          | Club Champions Cup | 1      | 9     | Frankfurt |
| 1973                          | Club Champions Cup | 1      | 7     | Frankfurt |
| 1974                          | Club Champions Cup | 1      | 6     | Utrecht   |
| 1975                          | Club Champions Cup | 1      | 11    | Frankfurt |
| 1976                          | Club Champions Cup | 1      | 9     | Amsterdam |
| 1977                          | Club Champions Cup | 1      | 9     | London    |
| 1981                          | Club Champions Cup | 1      | 8     | Brüssel   |

Die Herren waren in den 1970er Jahren die dominierende Mannschaft in Frankreich und nahmen zehn Mal am Europapokal der Landesmeister teil, wo Lyon als beste Platzierung vier Mal den sechsten Rang erreichte.
- Französischer Feldhockeymeister der Herren: 1968, 1969, 1970, 1971, 1972, 1973, 1974, 1975, 1976, 1977, 1980
- Französischer Feldhockeymeister der Damen: 1938, 1947, 1949, 1951, 1952, 1954, 1958

Die Hockeyabteilung fusionierte 1998 mit den Hockeyspielern des Tennis Club de Lyon und machte sich als FC Lyon HC selbständig.